# Ернесто Філіппі
Ернесто Філіппі Кавані (ісп. Ernesto Filippi Cavani, нар. 26 жовтня 1950, Лукка, Тоскана, Італія) — колишній уругвайський футбольний арбітр. Арбітр ФІФА у 1991—1995 роках.
Дебютував на найвищому рівні в 1985 році, в став арбітром міжнародної категорії у 1991 році, залишаючись у цьому статусі до 1995 року. Найвищим досягненням Ернесто стало суддівство двох матчів на чемпіонаті світу 1994 року в США.

## Кар'єра
Він працював на таких великих змаганнях [Архівовано 8 березня 2016 у Wayback Machine.]:
- Молодіжний чемпіонат світу 1991 (1 матч)
- Кубок Америки 1991 (3 гри)
- Чемпіонат світу 1994 (1 матч)
- Фінал Кубка Лібертадорес 1994
- Кубок Америки 1995 (1 матч)